# ファリス・ムムバニャ
ファリス・ペミ・ムムバニャ（Faris Pemi Moumbagna、2000年7月1日 - ）は、カメルーン・ヤウンデ出身のサッカー選手。オリンピック・マルセイユ所属。ポジションはFW。

## クラブ経歴
カメルーンのヤウンデに生まれたが、2017年に渡米し、モントヴァード・アカデミーでサッカーを学んだ。その後べトレハム・スチールというアマチュアクラブでプレーし、2020年5月20日、ノルウェーのクリスチャンスンBKにフリーで加入した。
2023年1月12日、FKボデ/グリムトへ移籍して4年契約を結んだ。
2024年1月20日、リーグ・アンに所属していたオリンピック・マルセイユへ移籍し、3年半契約を交わした。

## 代表経歴
2023年11月17日、2026 FIFAワールドカップ・予選のモーリシャス代表戦にて、70分まで先発出場したことでカメルーン代表デビューを飾った。

## タイトル

### クラブ
FKボデ/グリムト
- エリテセリエン : 1回 (2023)